# 東京都高等学校定時制通信制総合体育大会・陸上競技大会
東京都高等学校定時制通信制総合体育大会・陸上競技大会(とうきょうとこうとうがっこうていじせいつうしんせいそうごうたいいくたいかい・りくじょうきょうぎたいかい)秋の10月に行われる東京都高等学校定時制通信制総合体育大会の陸上競技大会

## 概要
平成27年度で53回大会で歴史が長く学校別対抗戦で行われる。毎年10月に２日間で行われ使用される競技場は駒沢オリンピック公園陸上競技場男子15種目女子12種目

## 競技種目

### 男子
- 100m
- 200m
- 400m
- 800m
- 1500m
- 5000m
- 400mH
- 3000mSC
- 4×100mリレー
- 4×400mリレー
- 走り高跳び
- 走り幅跳び
- 三段跳び
- 砲丸投
- 円盤投

### 女子
- 100m
- 200m
- 400m
- 800m
- 3000m走
- 1500m
- 100mH
- 4×100mリレー
- 走り幅跳び
- 走り高跳び
- 砲丸投
- 円盤投